# موتور اتحاد دو
موتور اتحاد دو یک منطقهٔ مسکونی در ایران است که در دهستان دشتاب واقع شده‌است. موتور اتحاد دو ۴۲ نفر جمعیت دارد.